# Nysundbergets naturreservat
Nysundbergets naturreservat är ett naturreservat i Malung-Sälens kommun i Dalarnas län.
Området är naturskyddat sedan 2019 och 2020 och är 343 hektar stort. Reservatet ligger nordväst om Malung och består av tallskog på Nysundbergets sluttningar samt stråk av granskog längs bäckarna, starrmyrar och en gammal fäbodd.